# La Ronde des étoiles
Pour plus de détails, voir Fiche technique et Distribution.
La Ronde des étoiles (Starlift) est un film musical américain réalisé par Roy Del Ruth, sorti en 1951.

## Fiche technique
- Titre : La Ronde des étoiles
- Titre original : Starlift
- Réalisation : Roy Del Ruth
- Scénario : John D. Klorer et Karl Kamb d'après une histoire de John D. Klorer
- Production  : Robert Arthur
- Société de production et de distribution : Warner Bros. Pictures
- Direction musicale : Ray Heindorf
- Musique : Howard Jackson
- Chorégraphie : LeRoy Prinz
- Photographie : Ted D. McCord
- Montage : William H. Ziegler
- Direction artistique : Charles H. Clarke
- Décorateur de plateau : G.W. Berntsen
- Costumes : Leah Rhodes
- Pays de production : États-Unis
- Format : Noir et Blanc - Son : Mono (RCA Sound System)
- Genre : Film musical
- Durée : 103 minutes
- Date de sortie : 
  - États-Unis : 14 décembre 1951 (New York)

## Distribution
- Ron Hagerthy : Caporal Rick Williams
- Dick Wesson : Sergent Mike Nolan
- Janice Rule : Nell Wayne
- Hayden Rorke : Aumônier
- Doris Day : Elle-même
- Gordon MacRae : Lui-même
- Virginia Mayo : Elle-même
- Gene Nelson : Lui-même
- Ruth Roman : Elle-même
- Richard Webb : Colonel Callan
- Howard St. John : Steve Rogers
- James Cagney : Lui-même, caméo
- Gary Cooper : Lui-même, caméo
- Virginia Gibson : Elle-même, caméo
- Phil Harris : Lui-même, caméo
- Frank Lovejoy : Lui-même, caméo
- Lucille Norman : Elle-même, caméo
- Louella Parsons : Elle-même, caméo
- Randolph Scott : Lui-même, caméo
- Jane Wyman : Elle-même, caméo
- Patrice Wymore : Elle-même, caméo
- Peter Marshall : Lui-même, caméo
- Tommy Noonan : Lui-même, caméo
- LeRoy Prinz : Lui-même, caméo